# Paracarus
Genre
Paracarus est un genre d'acariens parasitiformes de la famille des Opilioacaridae.

## Distribution
Paracarus hexopthalmus se rencontre en Asie centrale.

## Liste des espèces
- Paracarus hexopthalmus (Redikorzev, 1937)
- †Paracarus pristinus Dunlop, Wunderlich & Poinar 2004

## Publication originale
- Chamberlin & Mulaik, 1942 : On a new family in the Notostigmata. Proceedings of the Biological Society of Washington, vol. 55, p. 125-131.